# 私について
「私について」（わたしについて）は、工藤静香の通算11枚目のシングル。1990年9月21日にポニーキャニオンから発売された。

## 制作
前年に大ヒットを記録した「黄砂に吹かれて」の中島みゆき・後藤次利の二人が作詞・作曲（カップリング曲も同様）。中島が1992年に行ったコンサート・ツアー『カーニヴァル 1992』において「私について」をセルフカバーしている。

## リリース
1990年5月9日にポニーキャニオンから、8cmCD・CTの2形態で発売された。

## 収録曲
- 全作詞: 中島みゆき／作曲: 後藤次利／編曲: Draw4

1. 私について
2. TEL‥ME

## 収録アルバム
- 私について
  - unlimited
  - intimate
  - Super Best
  - ミレニアム・ベスト
  - Shizuka Kudo 20th Anniversary the Best
  - My Treasure Best -中島みゆき×後藤次利コレクション-

※オリジナルアルバム未収録
- TEL‥ME
  - 20th Anniversary B-side collection
  - My Treasure Best -中島みゆき×後藤次利コレクション-